# بيرمونت (نيوهامشير)
بيرمونت (بالإنجليزية: Piermont, New Hampshire)‏ هي بلدة أمريكية تقع في الولايات المتحدة في مقاطعة غرافتون (نيوهامشير). يقدر عدد سكانها بـ 790 نسمة ومساحتها 103.1 كم2وترتفع عن سطح البحر 173 متر.